# Aero Spacelines Super Guppy
De Aero Spacelines Super Guppy, ook wel kortweg Super Guppy genoemd, is een vrachtvliegtuig dat in 1965 in gebruik werd genomen. Het was de opvolger van de Aero Spacelines Pregnant Guppy, van dezelfde fabrikant: Aero Spacelines.
Het toestel werd onder andere door Airbus gebruikt om grote onderdelen te vervoeren en is alleen nog bij NASA voor dat doeleinde in gebruik (toestel serienummer "0004" bijnaam "The Guppy"). Het toestel valt op doordat de gehele voorkant geopend kan worden waarbij de complete cockpit opzij gedraaid wordt. Van de vijf gebouwde Super Guppies staan er vier in musea.

## Zie ook

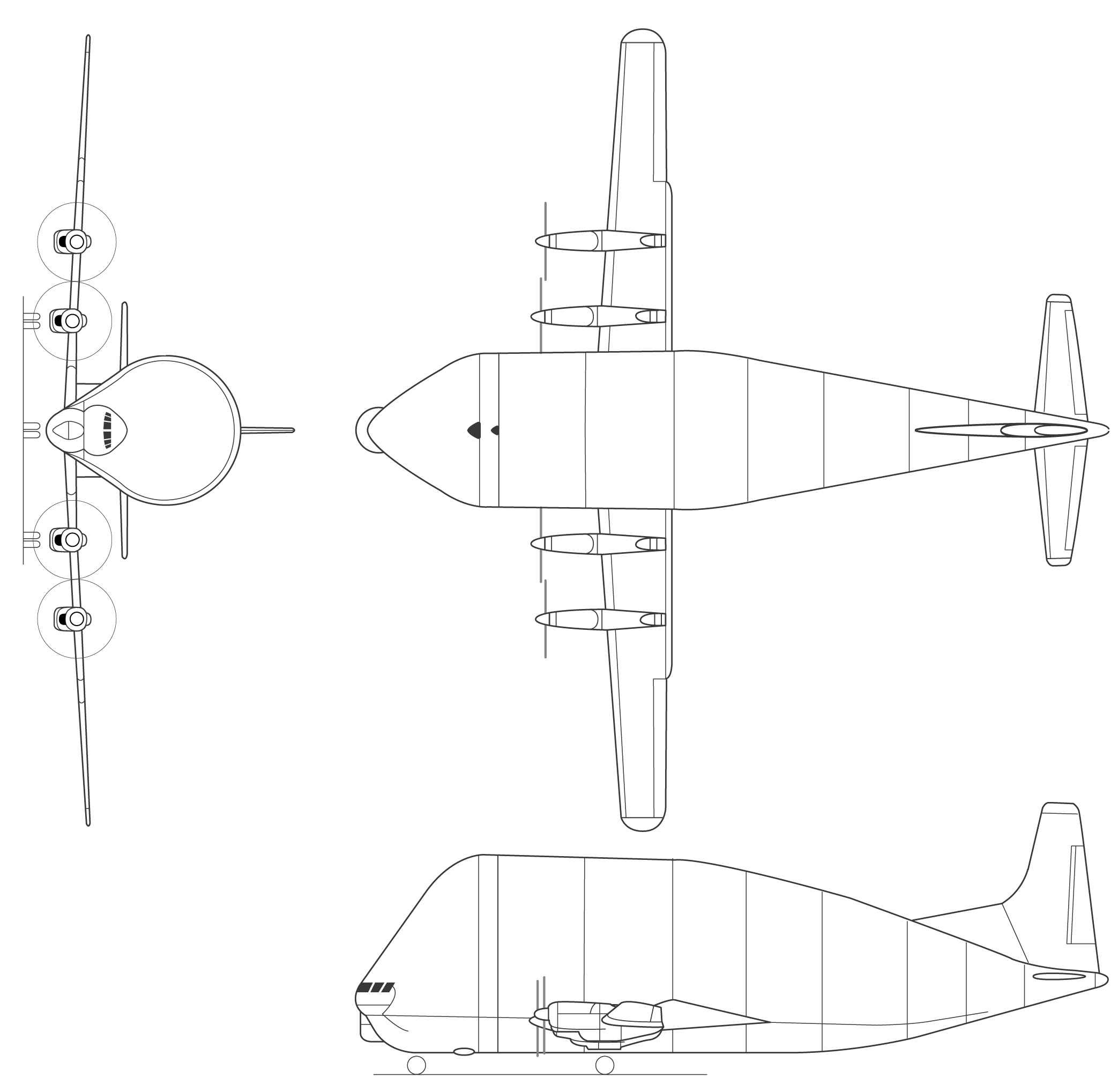
Voor-, zij- en bovenaanzicht van de Super Guppy
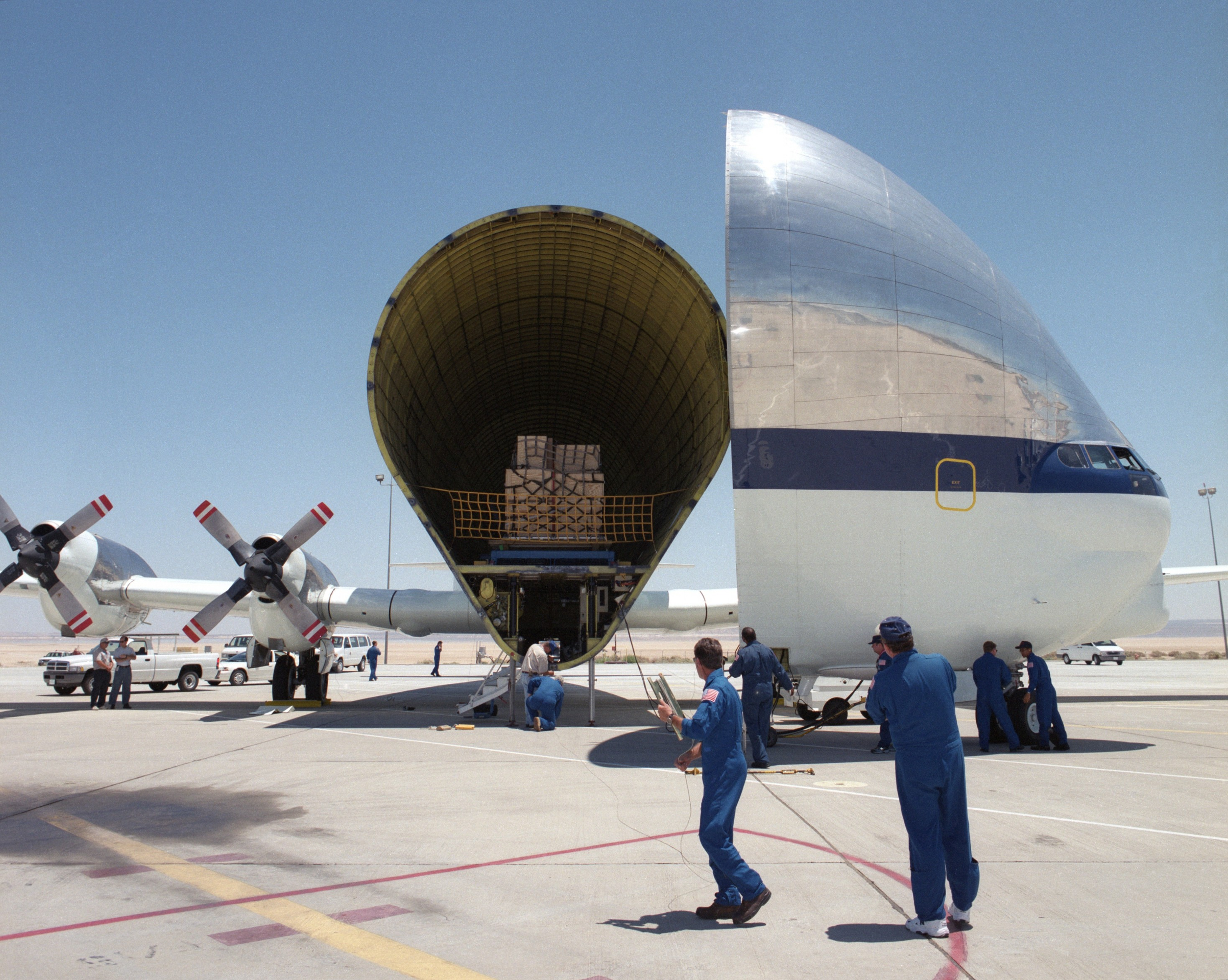
Een Super Guppy met de vrachtdeur open
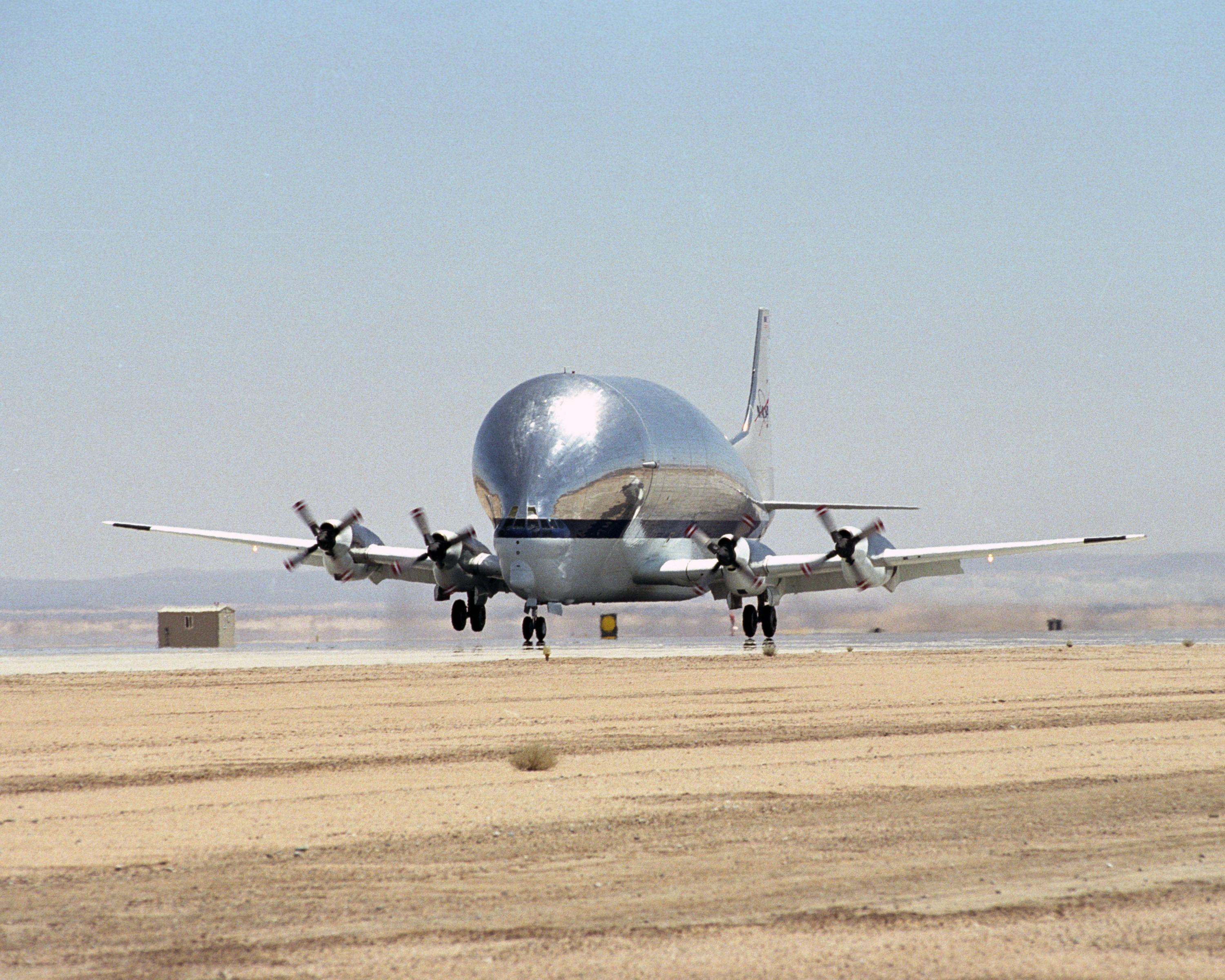
Een Super Guppy tijdens de landing